# Langenreichermühle
Langenreichermühle ist ein Ortsteil der Marktgemeinde Meitingen im schwäbischen Landkreis Augsburg in Bayern. 

## Geographie
Der Weiler gehört zur Gemarkung Langenreichen. Er liegt circa eineinhalb Kilometer westlich von Meitingen und ist über die Staatsstraße St 2382 zu erreichen.

## Geschichte
Bis zur Gebietsreform in Bayern gehörte Langenreichermühle zur selbstständigen Gemeinde Langenreichen. Am 1. Mai 1978 erfolgte die Eingemeindung von Langenreichen mit den Ortsteilen nach Meitingen.